# Poblat ibèric de la Creueta
El poblat ibèric de la Creueta o del Puig d'en Rovira és un jaciment ibèric emplaçat al puig anomenat d'en Rovira, a Quart (Gironès), declarat bé cultural d'interès local.
Es troba a 150 metres d'altitud sobre el nivell del mar, a tres quilòmetres al sud de la ciutat de Girona, a l'indret de la Creueta.
Es tracta d'un poblat ibèric, tipus oppidum, datat entre els segles VI i II aC i utilitzat en època romana entre els segles I i II dC. Està defensat per una muralla que s'adapta a la forma del terreny. En alguns trams és de grans blocs de pedra de tipus ciclopi, amb possibles torres de defensa. Les cases són de planta rectangular, emplaçades a diferents nivells. S'hi trobaren fons de cabanes i un forn de coure terrissa.
Respecte de la probable vil·la romana, s'han documentat restes d'estructures no gaire clares, al vessant oest del poblat.
Va ser descobert per Francesc Riuró l'any 1932, i s'hi varen fer treballs arqueològics dels anys 1932 al 1934, el 1939 i el 1940, del 1943 al 1949 i a l'any 1979.
Es va recollir ceràmica feta a mà, formes, vasos, urnes, tapadores, vasets de joguina, algunes amb decoracions incises amb motius de ziga-zagues, ratlles verticals i circumferències, d'altres amb cordons, impressions digitals, acanalats mamellons i pentinats. Terrissa grisa de la costa catalana, comuna oxidada, atuells de forma ovoide i bicònica ornamentats amb pintura vermella, marró i blanca. Importacions gregues de figures roges, hel·lenística, precampaniana, campaniana A, comuna romana, africana de cuina, T.S. africana A. Àmfores ibèriques de boca plana, púniques, massaliotes i de la Tarraconense.
També s'hi trobà indústria lítica, diversos instruments fets de pedra volcànica, sorrenca i pissarra. Materials metàl·lics de ferro, una rella d'arada, un pilum, fulles de ganivet, claus i anelles. De bronze s'hi recolliren fíbules, pesos i anelles. Objectes ornamentals d'origen púnic, un amulet de pasta vidrenca i un fragment de braçalet de vidre blau. Fusaïoles, pesos de teler, peces discoïdals retallades de fragments ceràmics, vidres, dolium. També s'hi localitzà un dracma d'argent de la seca d'Emporion.